# Mike Johnson (hockey sur glace)
Pour les articles homonymes, voir Johnson et Mike Johnson.
Mike Johnson (né le 3 octobre 1974 à Scarborough, Ontario au Canada) est un joueur professionnel canadien de hockey sur glace. Il évoluait au poste d'ailier droit. Il a été commentateur sportif pour les réseaux TSN et Sportsnet.

## Biographie
Après avoir joué à l'université pour les Falcons de Bowling Green dans la NCAA, il signe comme joueur autonome avec les Maple Leafs de Toronto le 16 mars 1997. Il joue ensuite pour le Lightning de Tampa Bay, les Coyotes de Phoenix puis les Canadiens de Montréal. En 2007-2008, il évolue pour les Blues de Saint-Louis mais sa saison est écourtée par une blessure. La saison suivante, il tente l'aventure du hockey professionnel européen avec le Kölner Haie au championnat d'Allemagne. Il prend sa retraite du hockey en 2009.
Sur la scène internationale, il a joué avec le Canada lors du championnat du monde de 2000, tournoi qui se conclut par une quatrième place pour l'équipe canadienne.

## Trophées et honneurs personnels
- 1997-1998 : nommé dans l'équipe d'étoiles des recrues de la LNH.

## Statistiques
| Saison     | Équipe                   | Ligue      |     | Saison régulière | Saison régulière | Saison régulière | Saison régulière | Saison régulière | Saison régulière |   | Séries éliminatoires | Séries éliminatoires | Séries éliminatoires | Séries éliminatoires | Séries éliminatoires | Séries éliminatoires |
| Saison     | Équipe                   | Ligue      | PJ  | B                | A                | Pts              | Pun              | +/-              | PJ               | B | A                    | Pts                  | Pun                  | +/-                  |                      |                      |
| 1993-1994  | Falcons de Bowling Green | NCAA       | 38  | 6                | 14               | 20               | 18               | -                | -                | - | -                    | -                    | -                    | -                    |                      |                      |
| 1994-1995  | Falcons de Bowling Green | NCAA       | 37  | 16               | 33               | 49               | 35               | -                | -                | - | -                    | -                    | -                    | -                    |                      |                      |
| 1995-1996  | Falcons de Bowling Green | NCAA       | 30  | 12               | 19               | 31               | 22               | -                | -                | - | -                    | -                    | -                    | -                    |                      |                      |
| 1996-1997  | Falcons de Bowling Green | NCAA       | 38  | 30               | 32               | 62               | 46               | -                | -                | - | -                    | -                    | -                    | -                    |                      |                      |
| 1996-1997  | Maple Leafs de Toronto   | LNH        | 13  | 2                | 2                | 4                | 4                | -2               | -                | - | -                    | -                    | -                    | -                    |                      |                      |
| 1997-1998  | Maple Leafs de Toronto   | LNH        | 82  | 15               | 32               | 47               | 24               | -4               | -                | - | -                    | -                    | -                    | -                    |                      |                      |
| 1998-1999  | Maple Leafs de Toronto   | LNH        | 79  | 20               | 24               | 44               | 35               | +13              | 17               | 3 | 2                    | 5                    | 4                    | -1                   |                      |                      |
| 1999-2000  | Maple Leafs de Toronto   | LNH        | 52  | 11               | 14               | 25               | 23               | +8               | -                | - | -                    | -                    | -                    | -                    |                      |                      |
| 1999-2000  | Lightning de Tampa Bay   | LNH        | 28  | 10               | 12               | 22               | 4                | -2               | -                | - | -                    | -                    | -                    | -                    |                      |                      |
| 2000-2001  | Lightning de Tampa Bay   | LNH        | 64  | 11               | 27               | 38               | 38               | -10              | -                | - | -                    | -                    | -                    | -                    |                      |                      |
| 2000-2001  | Coyotes de Phoenix       | LNH        | 12  | 2                | 3                | 5                | 4                | 0                | -                | - | -                    | -                    | -                    | -                    |                      |                      |
| 2001-2002  | Coyotes de Phoenix       | LNH        | 57  | 5                | 22               | 27               | 28               | +14              | 5                | 1 | 1                    | 2                    | 1                    | 6                    |                      |                      |
| 2002-2003  | Coyotes de Phoenix       | LNH        | 82  | 23               | 40               | 63               | 47               | +9               | -                | - | -                    | -                    | -                    | -                    |                      |                      |
| 2003-2004  | Coyotes de Phoenix       | LNH        | 11  | 1                | 9                | 10               | 10               | -1               | -                | - | -                    | -                    | -                    | -                    |                      |                      |
| 2004-2005  | Färjestads BK            | Elitserien | 8   | 1                | 2                | 3                | 4                | +2               | 6                | 0 | 2                    | 2                    | 4                    | -1                   |                      |                      |
| 2005-2006  | Coyotes de Phoenix       | LNH        | 80  | 16               | 38               | 54               | 50               | +7               | -                | - | -                    | -                    | -                    | -                    |                      |                      |
| 2006-2007  | Canadiens de Montréal    | LNH        | 80  | 11               | 20               | 31               | 40               | +6               | -                | - | -                    | -                    | -                    | -                    |                      |                      |
| 2007-2008  | Blues de Saint-Louis     | LNH        | 21  | 2                | 3                | 5                | 8                | -4               | -                | - | -                    | -                    | -                    | -                    |                      |                      |
| 2008-2009  | Kölner Haie              | DEL        | 28  | 4                | 9                | 13               | 52               | -6               | -                | - | -                    | -                    | -                    | -                    |                      |                      |
| Totaux LNH | Totaux LNH               | Totaux LNH | 661 | 129              | 246              | 375              | 315              | +34              | 22               | 4 | 3                    | 7                    | 10                   | 0                    |                      |                      |

### En équipe nationale
| Année | Compétition          |   | PJ | B | A | Pts | Pun | +/-      |  | Résultat |
| 2000  | Championnat du monde | 9 | 1  | 1 | 2 | 10  | -2  | 4e place |  |          |